# Zyzomys palatilis
Espèce
Statut de conservation UICN

 CR B2ab(iii) : 
En danger critique
Zyzomys palatilis est une espèce de petit rongeur Australien de la famille des Muridés.
C'est une espèce en danger critique d'extinction qui est appelée Carpentarian rock rat par les anglophones.